# Noci in salamoia
Le noci in salamoia (in inglese: Pickled walnuts) sono un tradizionale contorno inglese a base di noci. Sono considerate un ottimo accompagnamento per un piatto di tacchino o prosciutto freddo o per un formaggio erborinato. C'è un riferimento a "una braciola di montone e una noce in salamoia" in "The Pickwick Papers" di Charles Dickens e una menzione in Brideshead Revisited di Evelyn Waugh.
La preparazione delle noci in salamoia richiede poco più di una settimana. Le noci verdi vengono messe in salamoia per aiutare la conservazione e rimuovere un po' di amaro dalle noci acerbe.

## Storia
Le noci in salamoia sono considerate una prelibatezza in Inghilterra almeno dall'inizio del XVIII secolo e sono state menzionate in diverse opere letterarie.
Il botanico Richard Bradley descrive le noci in salamoia nel suo libro del 1728 The Country Housewife and Lady's Director:
(Richard Bradley, The Country Housewife and Lady's Director)
Charles Dickens nel suo libro "The Pickwick Papers", pubblicato nel 1836, scrive nel capitolo 49:
(Charles Dickens, The Pickwick Papers)
Le noci in salamoia sono anche menzionate in Brideshead Revisited di Evelyn Waugh.
The Compleat Housewife (Londra, 1727) fornisce una ricetta per Another Way to pickle Walnuts. Vengono prima immerse nell'aceto per circa due mesi, poi bollite in una soluzione di aceto di alta qualità con aromi: semi di aneto, noce moscata intera, pepe in grani, macis e radice di zenzero. Le noci e l'aceto bollente vengono versati in un tegame di coccio fino a quando il composto non si sarà raffreddato. Le noci vengono quindi trasferite in un barattolo con un grande spicchio d'aglio chiodato con semi di senape e spezie, ricoprendo con foglie di vite su cui viene versato il liquido di decapaggio.
Le noci in salamoia sono ancora comunemente mangiate in Inghilterra, in particolare a Natale, servite con un formaggio blu inglese come lo Stilton. Sono anche usate nelle ricette per la preparazione di piatti di carne di manzo.

## Produzione
Le noci in salamoia sono ottenute dal frutto di entrambe le varietà di noci comuni: Juglans regia (noce persiana, reale, inglese o comune) e Juglans nigra (nera o noce americana).
La prima fase consiste nel raccogliere le noci mentre sono ancora verdi e prima che i gusci si siano induriti.
La maggior parte delle ricette, in Gran Bretagna, dice che la fine di giugno è il momento migliore per raccoglierle e si consiglia l'uso di guanti di gomma per proteggere la pelle. Le noci morbide vengono quindi forate con una forchetta e messe a bagno in salamoia (acqua salata) per almeno dieci giorni. Le noci vengono poi scolate e lasciate essiccare all'aria. Immergere le noci in salamoia provoca una reazione chimica e le noci cambiano colore da marrone scuro a nero quando esposte alla luce solare. Le noci, ormai nere, vengono poi messe nei barattoli e sopra di esse viene versata una soluzione. Questa può variare da semplice aceto a una soluzione contenente spezie e zucchero. Le noci vengono sigillate e poi lasciate nei barattoli per un periodo compreso tra cinque giorni e otto settimane a seconda della ricetta che viene seguita.